# Stellaria chinensis
Stellaria chinensis är en nejlikväxtart som beskrevs av Eduard August von Regel. Stellaria chinensis ingår i släktet stjärnblommor, och familjen nejlikväxter. Inga underarter finns listade i Catalogue of Life.